# Kozjak (Bilje)
Kozjak is een plaats in de gemeente Bilje in de Kroatische provincie Osijek-Baranja. De plaats telt 93 inwoners (2001).